# Пирингсдорф
Пирингсдорф (нем. Piringsdorf) — коммуна (нем. Gemeinde) в Австрии, в федеральной земле Бургенланд. 
Входит в состав округа Оберпуллендорф.  Население составляет 890 человек (на 31 декабря 2005 года). Занимает площадь 16,1 км². Официальный код  —  10818.

## Политическая ситуация
Бургомистр коммуны — Штефан Хаузер (СДПА) по результатам выборов 2007 года.
Совет представителей коммуны (нем. Gemeinderat) состоит из 15 мест.
- СДПА занимает 10 мест.
- АНП занимает 5 мест.